# Fort du Portalet
Le fort du Portalet est un fort de montagne (massif des Pyrénées), situé dans le département français des Pyrénées-Atlantiques dans la commune d'Etsaut à la limite avec Urdos. Construit sur une falaise dominant le gave d'Aspe, il fait face au chemin de la Mâture et était chargé de protéger la route du col du Somport. Il servira de lieu de détention pour des personnalités politiques sous le régime de Vichy puis brièvement, après guerre, pour le maréchal Pétain. Classé monument historique en 2005, il peut être visité depuis des travaux de restauration.

## Géographie
Le fort se trouve étagé à une altitude comprise entre 700 et 800 m. Il se situe entièrement dans la commune d'Etsaut, près de la limite administrative d'Urdos, et en rive droite du gave d'Aspe, à la confluence avec le torrent du Sescoué, sur un versant raide exposé ouest-nord-ouest. On y accède par un pont enjambant le gave puis une route en lacet. Ce pont se situe à environ trois kilomètres à l'amont du centre d'Etsaut, deux kilomètres à l'aval du centre d'Urdos et à seize kilomètres du col du Somport. 
Dans la partie basse du fort, se trouvent une caserne et un pavillon des officiers, sur deux niveaux. Au-dessus est construit un fortin composé de trois bastions armés de batteries pour canons. Le fort en comprenait une dizaine. Ces bastions protègent le chemin du plateau du Rouglan et le chemin de la Mâture. Des galeries creusées dans la roche, crénelées ou à meurtrières couvrent la route descendant d'Urdos et du col du Somport.

## Histoire

### Construction
Le 22 juillet 1842 commence la construction du fort, sur instruction du roi Louis-Philippe. Il remplace alors l'ancien poste situé au bord de la route impériale, 100 m au nord. À l'époque, il est impératif de construire des fortifications afin de maîtriser la route du col du Somport en cas de guerre avec le voisin espagnol. Les travaux sont réalisés dans un environnement pénible (rochers, climat, abords du gave d'Aspe...) et durent jusqu'en 1870. Le fort prend le nom de l'ancien péage médiéval de la vallée d'Aspe, le Portalet qui était situé 100 mètres plus bas.

### De 1871 à 1945
Le fort était conçu pour abriter 400 hommes, capables de résister à un siège d'une semaine au moins. Il est occupé de 1871 à 1925 par le 18e régiment d'infanterie de Pau.
À cette date, il est abandonné par l'armée et loué à une colonie de vacances jusqu'en 1939.
Sous le régime de Vichy, il sert de prison politique pour des personnalités de la IIIe République (Edouard Daladier, Paul Reynaud, Léon Blum, Georges Mandel, le général Gamelin, etc.) de 1941 à 1943 et qui, après l'occupation allemande de la zone libre, sont envoyés en Allemagne. Le fort va alors abriter une garnison allemande. Il est repris par les maquisards en 1944. Gardé par un peloton de gardes mobiles, le maréchal Pétain y est détenu 3 mois du lendemain de son procès le 15 août 1945 jusqu'à son transfèrement à la forteresse de l'île d'Yeu le 16 novembre 1945.

### De 1945 à nos jours

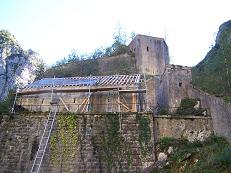
Restauration du fort en septembre 2005.

Après la guerre, le 18e régiment d'infanterie l'occupe de nouveau jusqu'en 1952 puis le fort est officiellement démilitarisé par le ministère de la Défense en 1962 et il est racheté, lors d'une vente aux enchères, par un particulier en 1966 pour 171 000 francs mais les projets immobiliers de celui-ci ne voient pas le jour. Rien n'est entrepris pour son entretien et, dans un certain état d'abandon, il est racheté par la communauté de communes de la Vallée d'Aspe en 1999. Le chemin d'accès a d'abord été restauré afin de sécuriser son utilisation. En 2006, des travaux de suppression de la végétation adventice sont en cours, ainsi que des travaux de restauration des toitures et des terrasses afin de préserver le site des infiltrations d'eau. Par la suite, d'autres travaux de restauration et de mise en sécurité auront lieu en fonction du déblocage des financements, afin d'ouvrir le site à la visite.
Il est classé monument historique le 30 novembre 2005 avec la motivation suivante : « Présente au point de vue de l’histoire et de l’art un intérêt public car il s’agit d’une des défenses les plus abouties de toutes les fortifications des Pyrénées, qui constitue un jalon important dans l’histoire des fortifications du XIXe siècle et s’insère de façon exceptionnelle dans son environnement paysager ».

## Tourisme
L'office de tourisme et l'écomusée de la vallée d'Aspe organisent des visites guidées, du fort du Portalet. Ces visites sont disponibles, sur réservation, auprès de l'office de tourisme.
Depuis juin 2021, une passerelle himalayenne permet aux piétons de passer du chemin de la mâture au fort du Portalet.

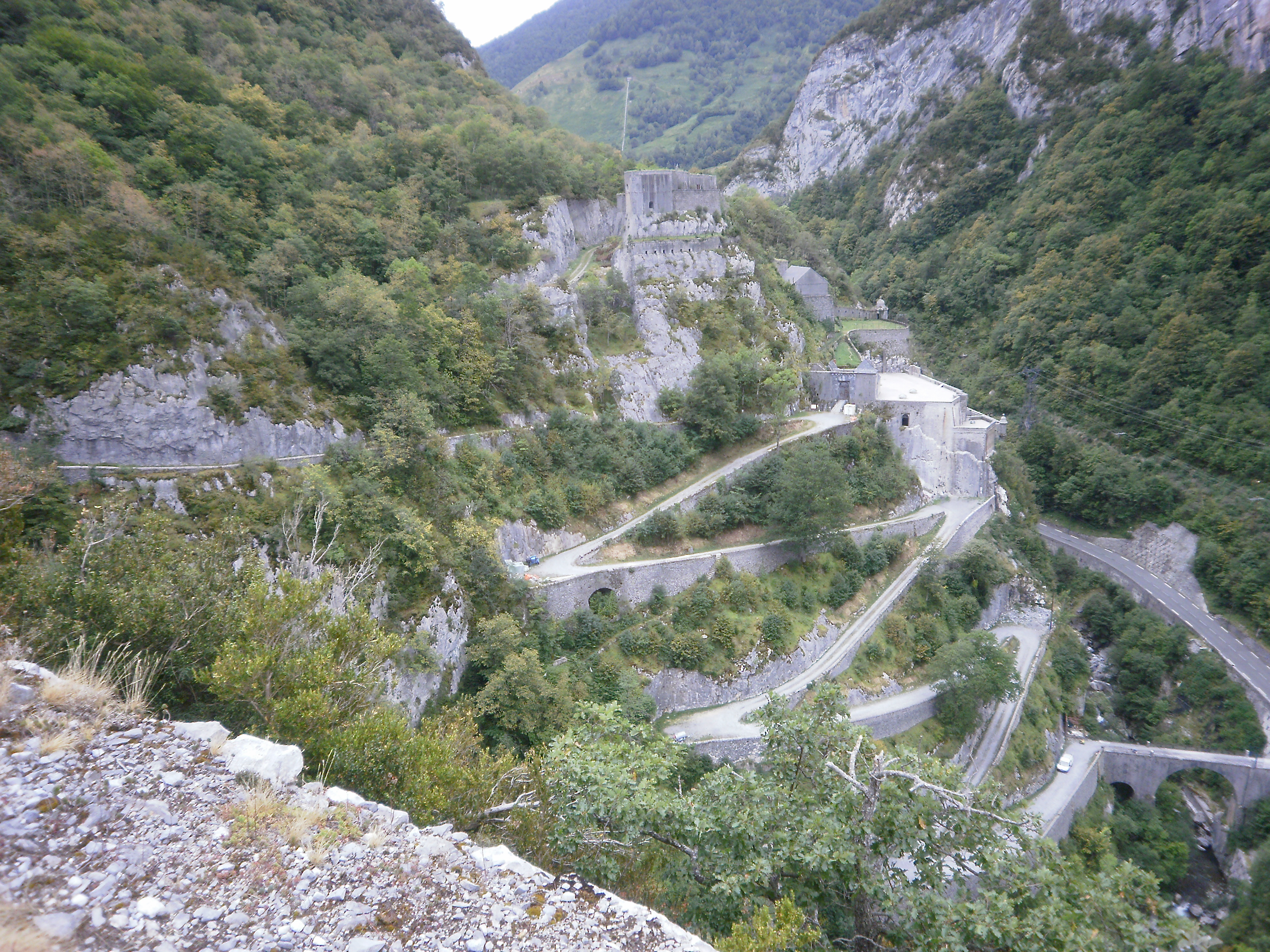
Fort du Portalet, depuis le chemin de la Mâture.
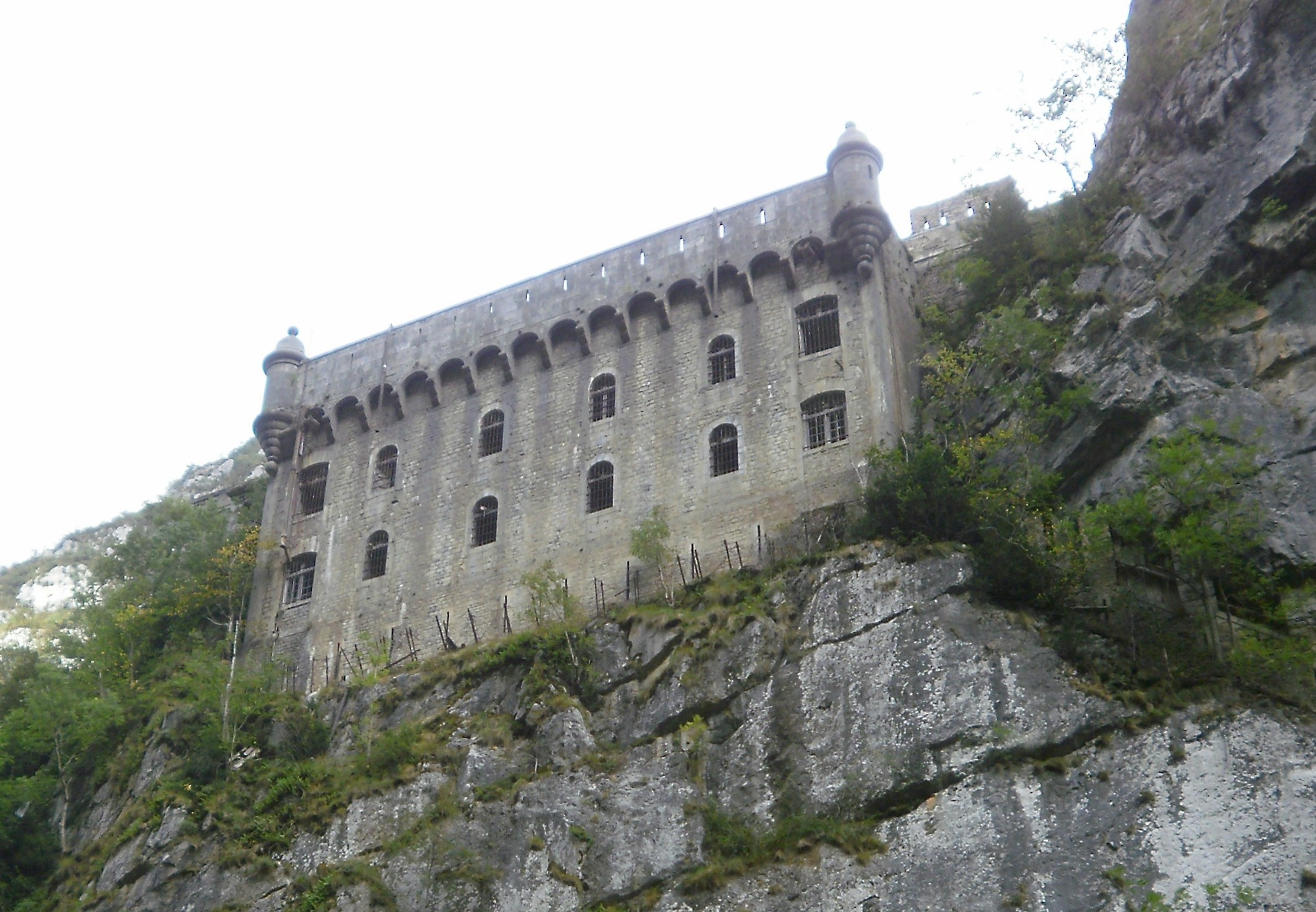
Fort du Portalet, depuis la route.
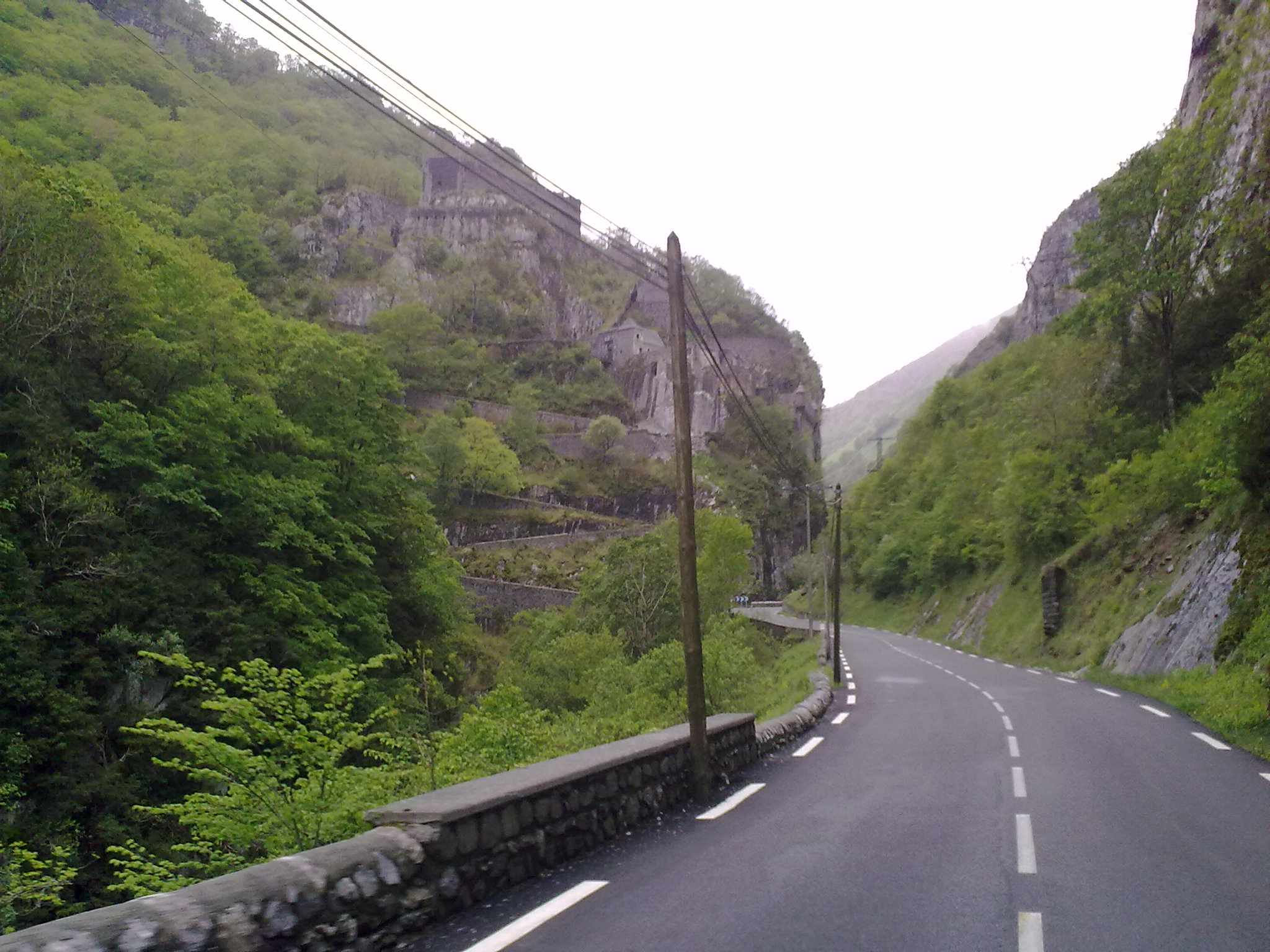
Le fort du Portalet vue 1.
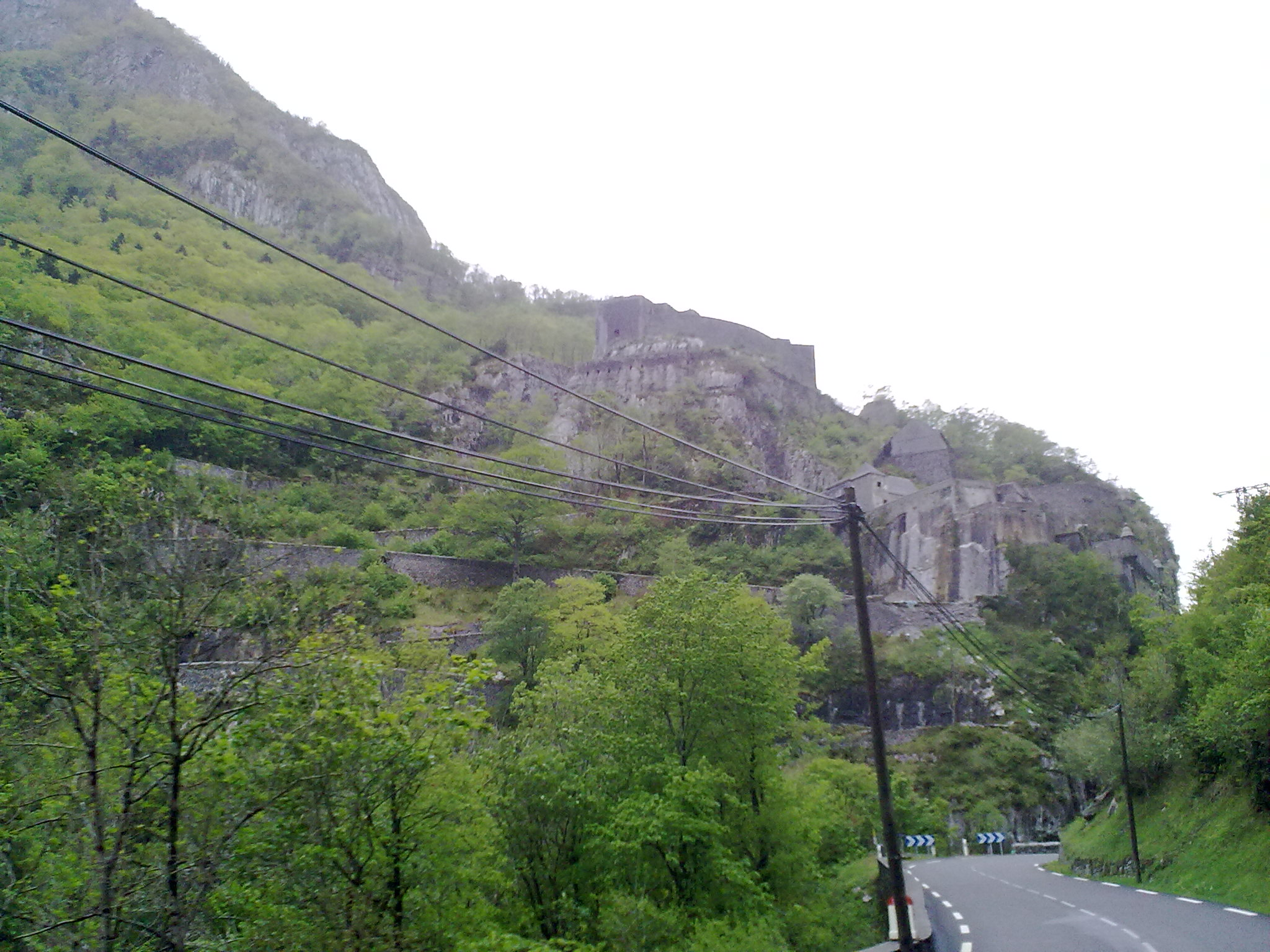
Le fort du Portalet vue 2.
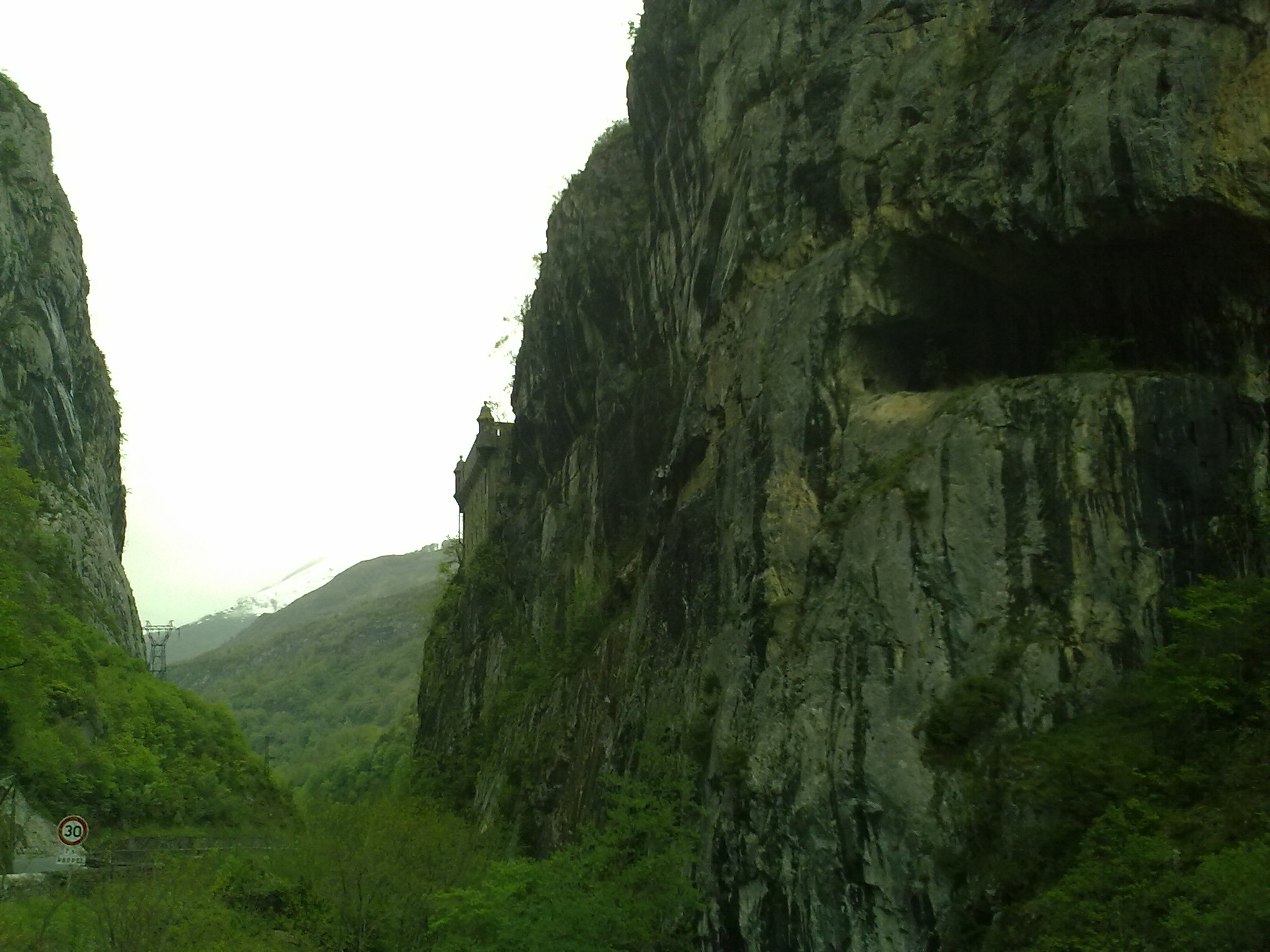
Le fort du Portalet vue 3.

## Lieu de réinsertion
Le fort du Portalet a été en 2015 le lieu d'une expérience de réinsertion, permettant à six détenus d'acquérir la compétence professionnelle de maçon.